# Kleczew (przystanek kolejowy)
Kleczew – dawny wąskotorowy przystanek kolejowy w Kleczewie, w woj. wielkopolskim, w Polsce. Przystanek znajdował się przy obecnej ulicy Leśnej w Kleczewie, na 3. kilometrze linii Jabłonka Słupecka – Wilczyn.